# Вільяфранка-Монтес-де-Ока
Вільяфранка-Монтес-де-Ока (ісп. Villafranca Montes de Oca) — муніципалітет в Іспанії, у складі автономної спільноти Кастилія-і-Леон, у провінції Бургос. Населення — 136 осіб (2010).
Муніципалітет розташований на відстані близько 220 км на північ від Мадрида, 31 км на схід від Бургоса.
На території муніципалітету розташовані такі населені пункти: (дані про населення за 2010 рік)
- Окон-де-Вільяфранка: 6 осіб
- Вільяфранка-Монтес-де-Ока: 130 осіб

## Демографія
Динаміка населення (INE ):

## Галерея зображень

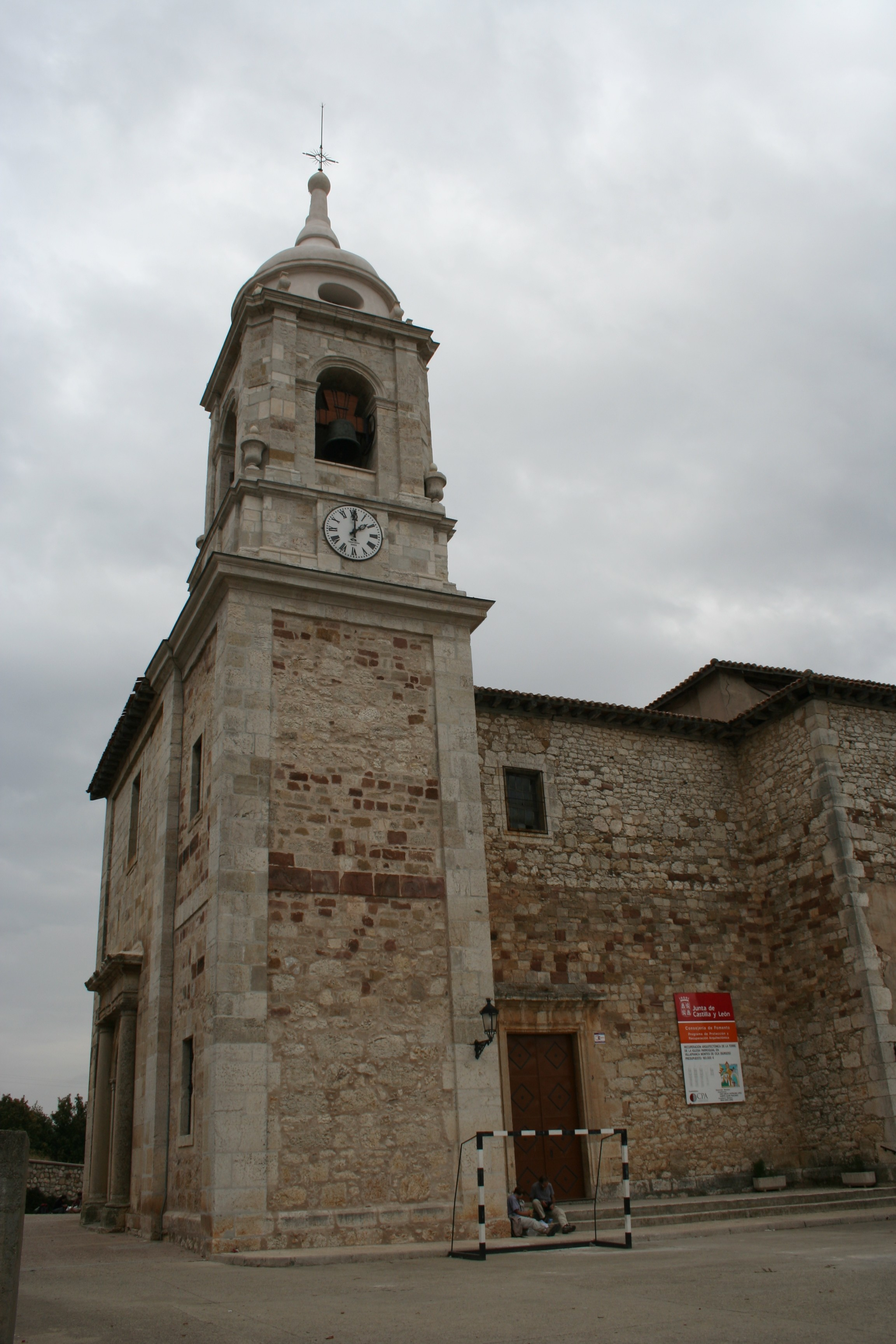
Церква